# Priame
Priamé (en ucraïnès: Пряме, en rus: Прямое, Priamoie) és un poble de la República Autònoma de Crimea a Ucraïna, des de 2014 il·legalment annexada per Rússia. El 2014 tenia 107 habitants. Pertany al districte de Krasnogvardiiske.